# International Politisk Økonomi
International politisk økonomi (IPØ) er et akademisk felt, hvor man beskæftiger sig med samspillet mellem økonomi, politik og internationale relationer. Indenfor international politisk økonomi beskæftiger man sig eksempelvis med globalisering, international handel, finansielle kriser, udviklingsøkonomi og markedet. En af de mest kendte figurer indenfor feltet er den britiske teoretiker Susan Strange. Andre væsentlige bidrag til feltet bl.a. inkluderer teoretikere såsom Karl Polanyi, John Ruggie, Robert W. Cox, Robert Gilpin, Charles Kindleberger og Robert Keohane.
 Der er for få eller ingen kildehenvisninger i denne artikel, hvilket er et problem. Du kan hjælpe ved at angive troværdige kilder til de påstande, som fremføres i artiklen.

| Økonomi | Spire Denne artikel om økonomi er en spire som bør udbygges. Du er velkommen til at hjælpe Wikipedia ved at udvide den. |